# Élections municipales de 2001 à Nice
Pour un article plus général, voir Élections municipales de 2001 dans les Alpes-Maritimes.
Pour les articles homonymes, voir Élections municipales à Nice.
Les élections municipales de 2001 à Nice ont eu lieu les 11 et 18 mars 2001.

## Mode de scrutin
Le mode de scrutin à Nice est celui des communes de plus de 1 000 habitants : la liste arrivée en tête obtient la moitié des sièges du conseil municipal. Le reste est réparti à la proportionnelle entre toutes les listes ayant obtenu au moins 5 % des voix. Un deuxième tour est organisé si aucune liste n'atteint 50 % des suffrages exprimés ; seules les listes ayant obtenu au  moins 10 % peuvent s'y présenter, elles peuvent alors fusionner avec les listes ayant obtenu au moins 5 % des voix.
Comme dans toutes les communes de plus de 300 000 habitants, hormis Paris, Lyon et Marseille, le conseil municipal de Nice est composé de 69 conseillers municipaux.

## Contexte

### Rappel des résultats de l'élection de 1995
| Tête de liste            | Tête de liste      | Liste            | Premier tour | Premier tour | Second tour | Second tour | Sièges |
| Tête de liste            | Tête de liste      | Liste            | Voix         | %            | Voix        | %           | CM     |
| ------------------------ | ------------------ | ---------------- | ------------ | ------------ | ----------- | ----------- | ------ |
|                          | Jacques Peyrat     | DVD              | 41 590       | 33,99        | 58 065      | 42,30       | 50     |
|                          | Jean-Paul Baréty * | RPR-UDF-CNIP     | 32 093       | 26,23        | 43 686      | 31,82       | 11     |
|                          | Paul Cuturello     | PS-PCF-Verts-MDC | 24 293       | 19,86        | 25 183      | 18,34       | 6      |
|                          | Jean-Pierre Gost   | FN               | 15 310       | 12,51        | 10 344      | 7,54        | 2      |
|                          | Rudy Salles        | UDF              | 3 595        | 2,94         |             |             |        |
|                          | Patrice Miran      | MEI              | 3 489        | 2,85         |             |             |        |
|                          | Joseph Ciccolini   | DVG              | 1 981        | 1,62         |             |             |        |
|                          |                    |                  |              |              |             |             |        |
| Inscrits                 | Inscrits           | Inscrits         | 231 477      | 100,00       | 231 477     | 100,00      |        |
| Abstention               | Abstention         | Abstention       | 106 870      | 46,17        | 91 765      | 39,64       |        |
| Votants                  | Votants            | Votants          | 124 600      | 53,83        | 139 712     | 60,36       |        |
| Blancs et nuls           | Blancs et nuls     | Blancs et nuls   | 2 250        | 1,80         | 2 434       | 1,74        |        |
| Exprimés                 | Exprimés           | Exprimés         | 122 351      | 98,20        | 137 278     | 98,26       |        |
| * liste du maire sortant |                    |                  |              |              |             |             |        |

## Candidats
- Patrick Mottard, conseiller général, mène une liste de la gauche plurielle comprenant le PS, les Verts, le PCF et le MDC
- Joseph Ciccolini conduit une liste divers gauche, comme en 1995
- Jean Icart, conseiller général, mène une liste dissidente de l'UDF soutenue par le MEI
- Jacques Peyrat, maire sortant, se représente à la tête d'une liste d'union de la droite soutenue par le RPR, l'UDF, le MPF et DL
- Jacqueline Mathieu-Obadia, députée RPR, mène une liste dissidente
- Marie-France Stirbois conduit une liste du FN
- Alain Roullier mène une liste régionaliste de la Ligue pour la restauration des libertés niçoises

## Résultats
|                          |                           |                  |              |              |             |             |        |  |  |
| Tête de liste            | Tête de liste             | Liste            | Premier tour | Premier tour | Second tour | Second tour | Sièges |  |  |
| Tête de liste            | Tête de liste             | Liste            | Voix         | %            | Voix        | %           | CM     |  |  |
|                          | Jacques Peyrat *          | RPR-UDF-DL-MPF   | 37 256       | 37,25        | 49 440      | 44,48       | 50     |  |  |
|                          | Patrick Mottard           | PS-PCF-Verts-MDC | 28 581       | 28,57        | 45 916      | 41,31       | 14     |  |  |
|                          | Marie-France Stirbois     | FN               | 11 981       | 11,98        | 15 788      | 14,20       | 5      |  |  |
|                          | Jacqueline Mathieu-Obadia | RPR              | 8 026        | 8,02         |             |             |        |  |  |
|                          | Joseph Ciccolini          | DVG              | 4 789        | 4,79         |             |             |        |  |  |
|                          | Jean Icart                | UDF-MEI          | 4 723        | 4,72         |             |             |        |  |  |
|                          | Xavier Caïtucoli          | MNR              | 3 025        | 3,02         |             |             |        |  |  |
|                          | Alain Roullier            | LRLN             | 1 640        | 1,64         |             |             |        |  |  |
|                          |                           |                  |              |              |             |             |        |  |  |
| Inscrits                 | Inscrits                  | Inscrits         | 222 121      | 100,00       | 222 120     | 100,00      |        |  |  |
| Abstention               | Abstention                | Abstention       | 117 748      | 53,01        | 106 781     | 48,07       |        |  |  |
| Votants                  | Votants                   | Votants          | 104 373      | 46,99        | 115 339     | 51,93       |        |  |  |
| Blancs et nuls           | Blancs et nuls            | Blancs et nuls   | 4 352        | 4,17         | 4 195       | 3,64        |        |  |  |
| Exprimés                 | Exprimés                  | Exprimés         | 100 021      | 95,83        | 111 144     | 96,36       |        |  |  |
| * liste du maire sortant |                           |                  |              |              |             |             |        |  |  |